# Montmarin (Ardennes)
Pour les articles homonymes, voir Montmarin.
Montmarin est une section de Givry et une ancienne commune française, située dans le département des Ardennes en région Grand Est.
Elle a appartenu avant 1828, à la commune de Fleury-et-Montmarin, issu de la fusion, lors de l'An II, des communes de Fleury et Montmarin. La localité est aujourd'hui déserte.

## Géographie
La butte de Montmarin forme un mamelon (altitude environ 100 mètres) qui surplombe la vallée de l’Aisne et du canal des Ardennes (qui se trouve à moins de 80 mètres d'altitude à cet endroit), au sud de cette vallée. À son sommet, on y voit une chapelle, une croix mémorielle des combats de mai-juin 1940 & une source. Le long de la route départementale, un mémorial aux résistants morts au combat est érigé.

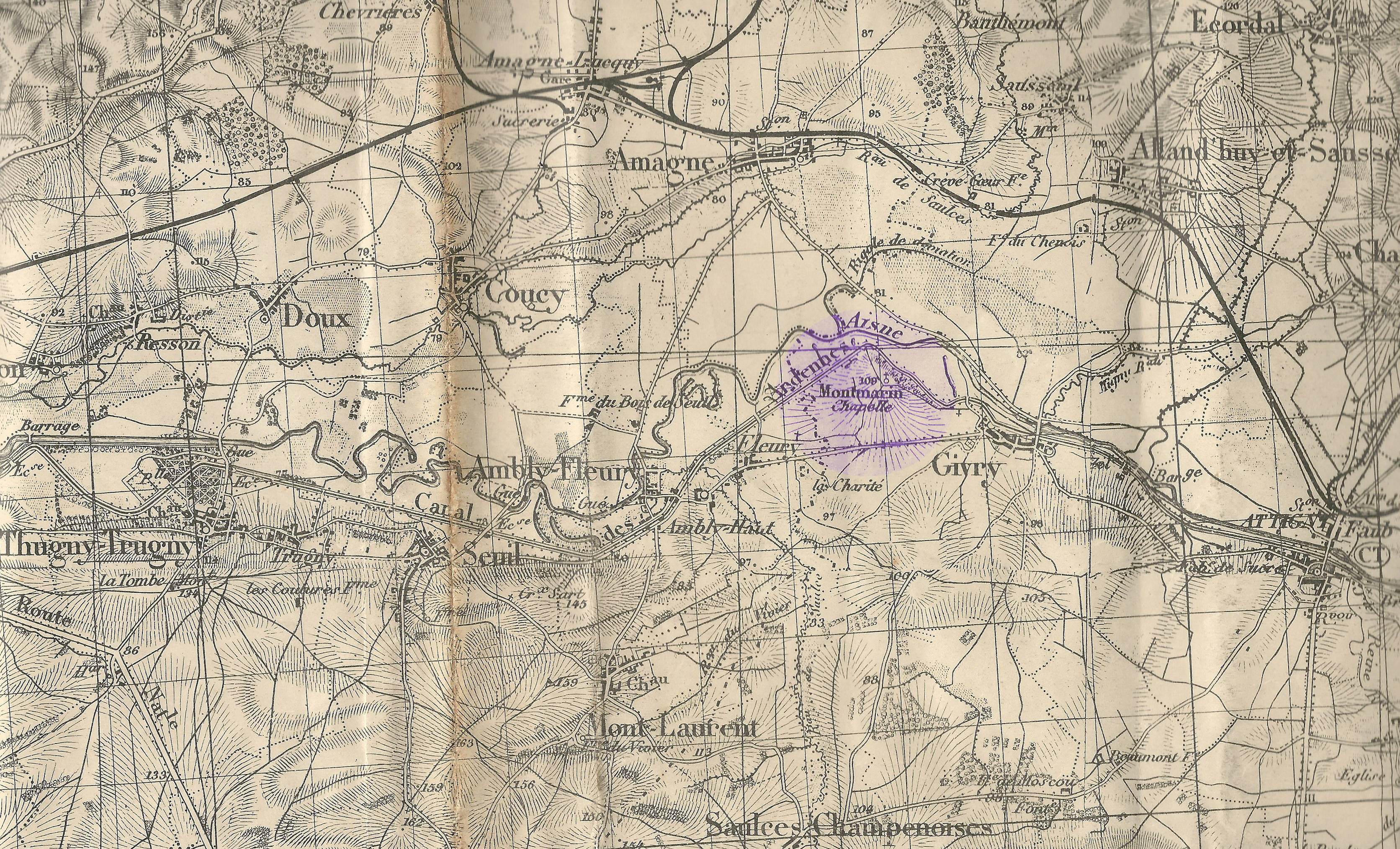
Situation de Montmarin parmi les communes avoisinantes.
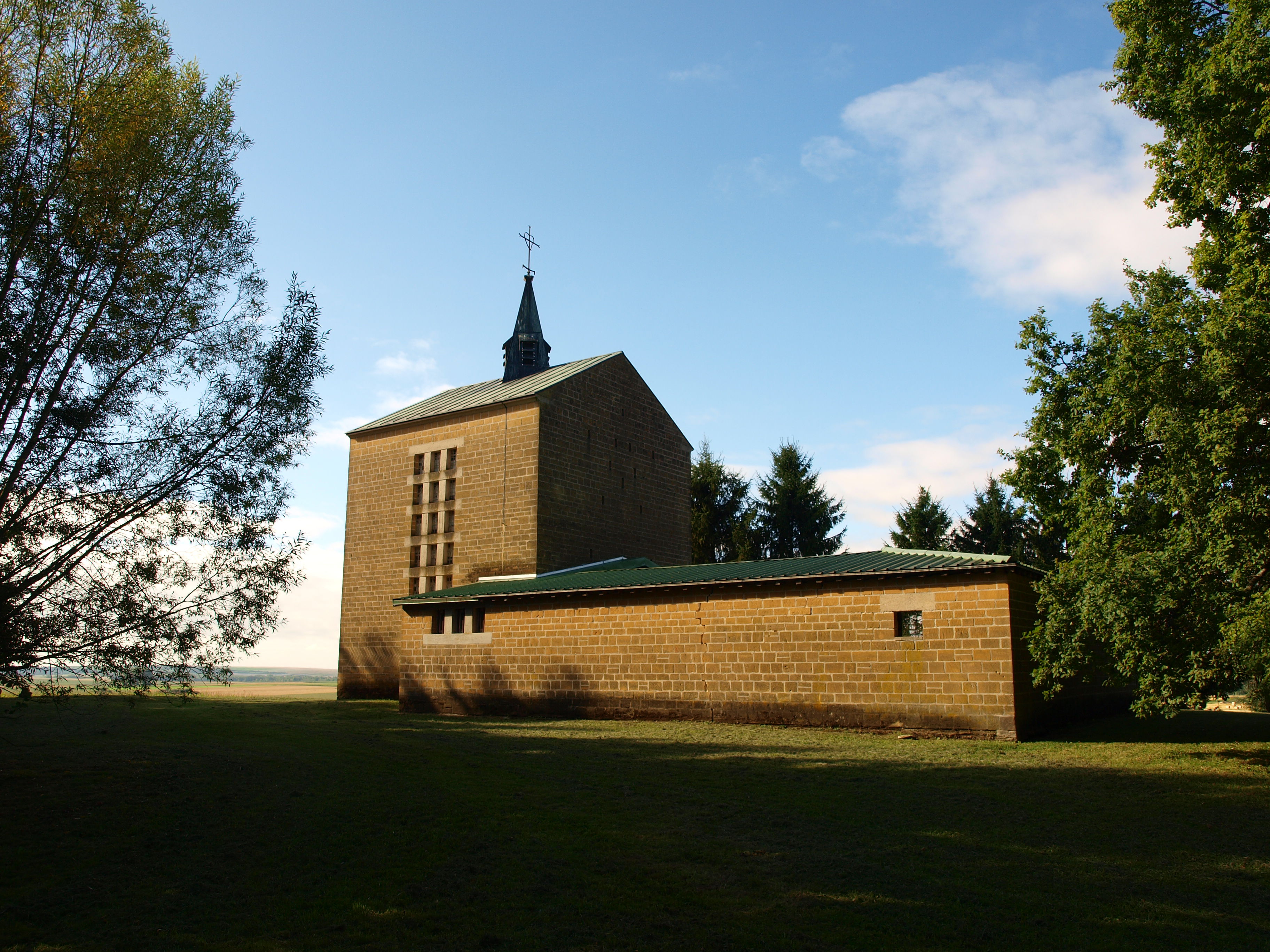
La chapelle de Montmarin, rebâtie au XXe siècle.
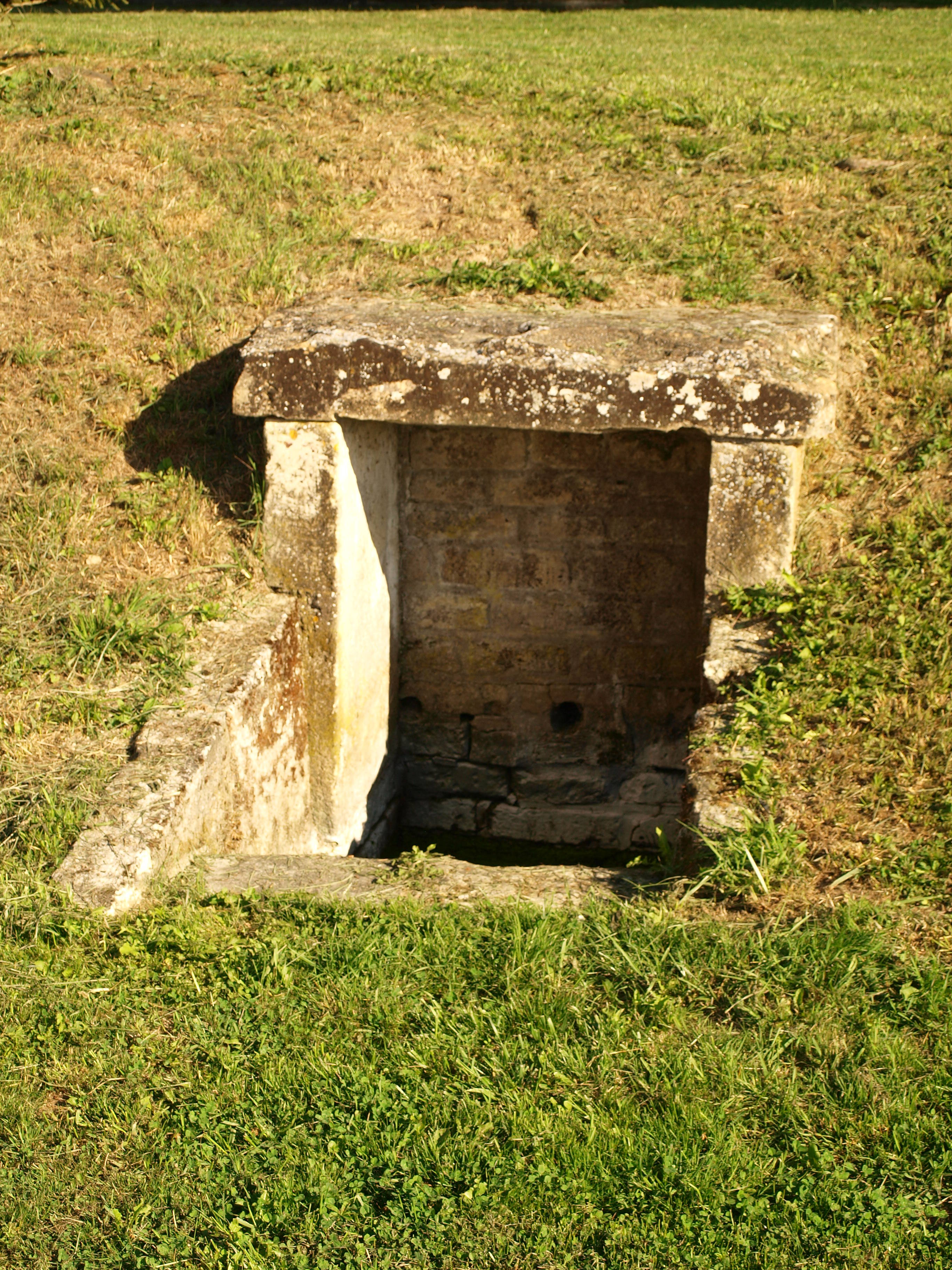
La source miraculeuse.
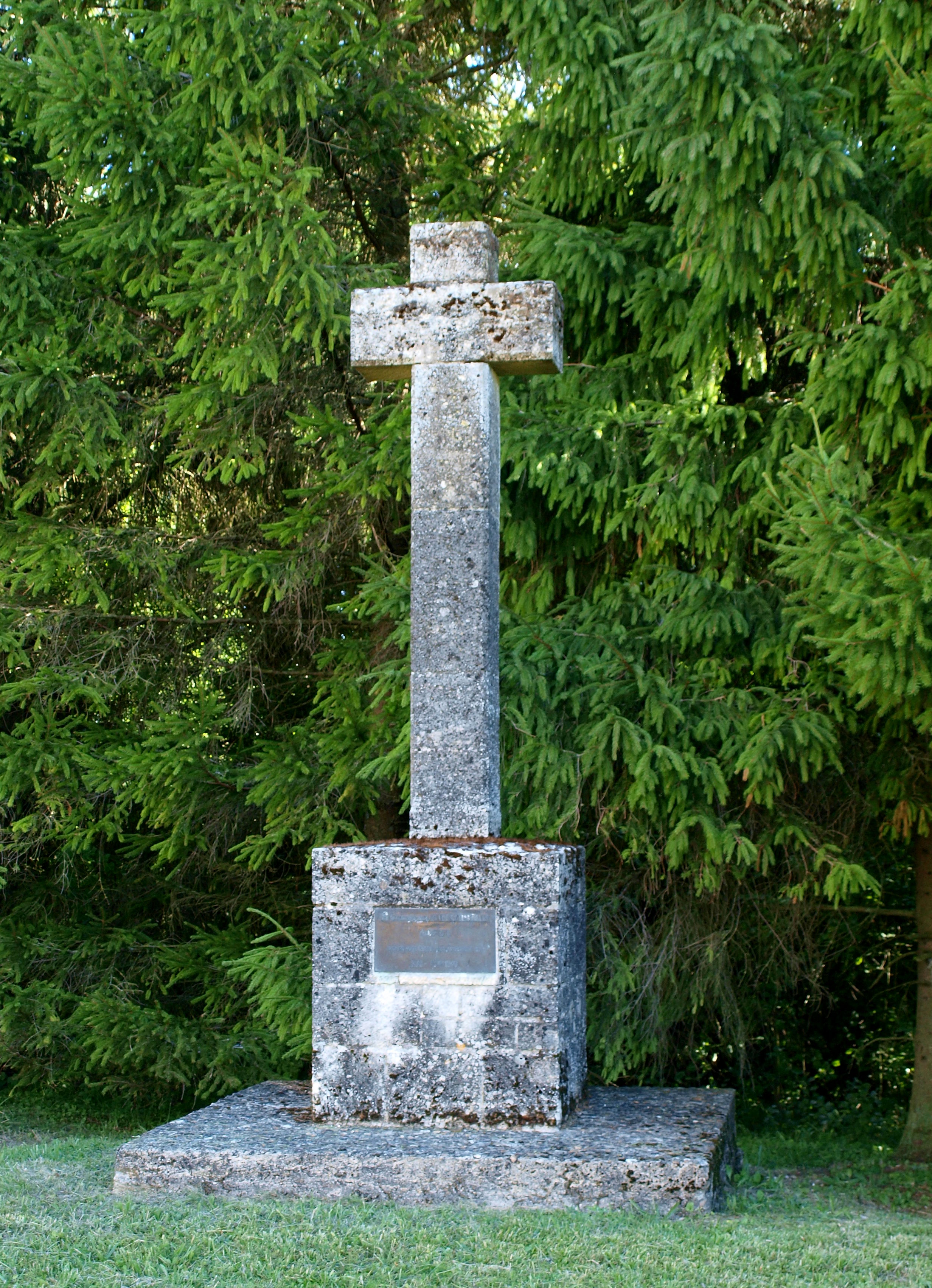
Croix mémorielle des combats de 1940.
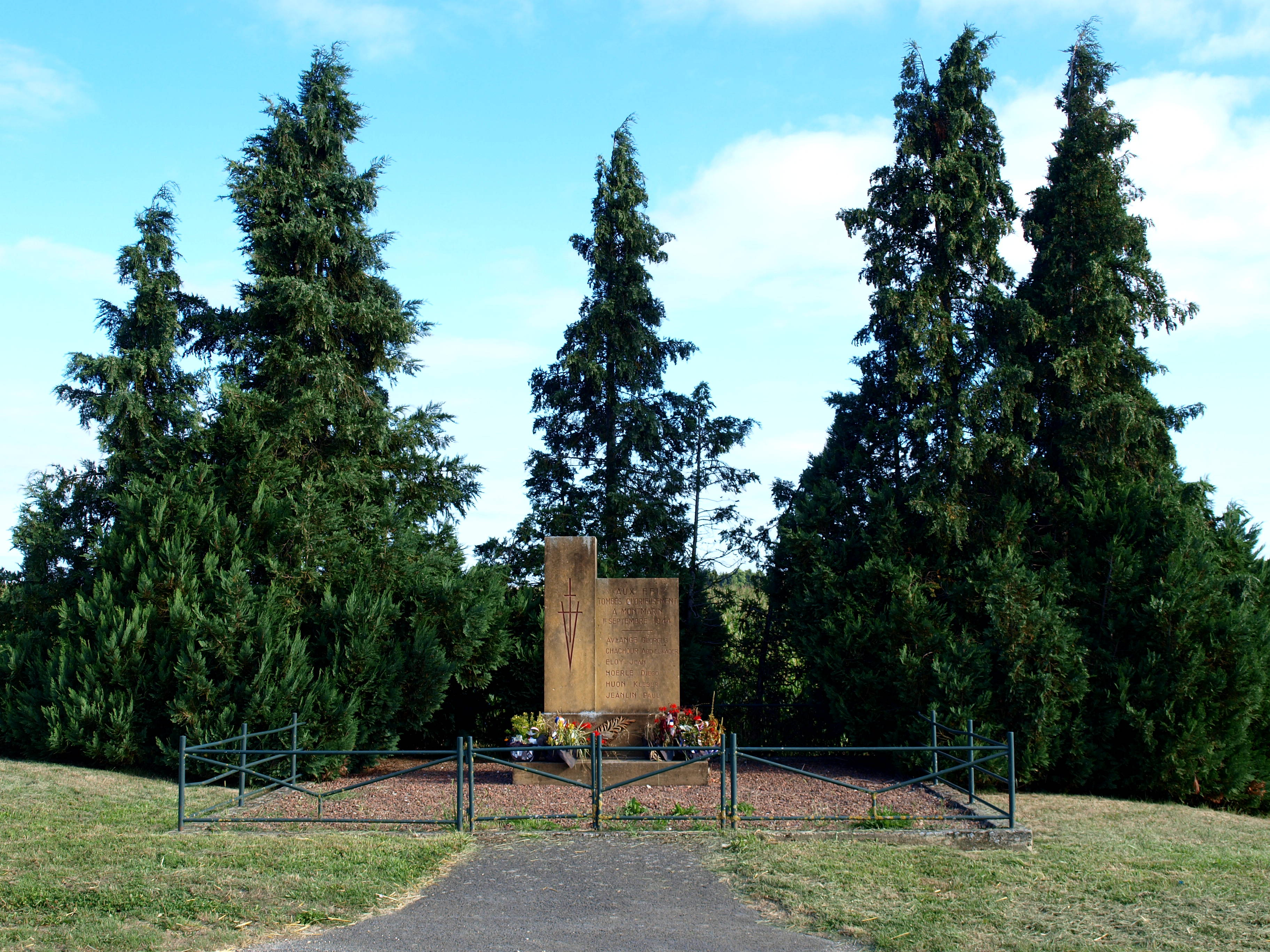
Mémorial aux résistants.

## Histoire
Albert Meyrac indique, en 1900 : « Le village de Montmarin — siège, jadis, d'un doyenné — était, il y a trois cents années, au nombre des villages les plus riches et les plus florissants des Ardennes. Il fut détruit avec son château aux temps des guerres de religion ; seule son église a survécu. » 
En effet, le village a beaucoup souffert des guerres du XVIe siècle et a été complètement dévasté au commencement du XVIIe par les troupes de Henri IV. C'est à cette époque qu'a été démoli le château de Villers, lequel se trouvait à environ 50 mètres de l'église.  Cette église est décrite comme « de style ogival du XVIe siècle qui se compose d'une nef principale et de deux bas-côtés. Voûtes et fenêtres ogivales. Piliers avec chapiteaux à feuilles de vigne et à crochets. Portail ogival. Dans le chœur est une dalle de marbre », tombe de Didier de Corvisart et de son épouse Elizabeth Geoffroi, décédés en 1653. L'ensemble de l'édifice était harmonieux. En 1852, la plus grande partie des murs et du toit était à restaurer.
Louis-Urbain Le Fèvre de Caumartin, dans le Procès-verbal de la recherche de la noblesse de Champagne, Châlons : Seneuze, 1673, p.52 , indique que « Mont-Marin » ne compte qu'un feu.
Le Dictionnaire géographique, historique et politique des Gaules et de la France, par Louis Alexandre Expilly, tome 4, 1766, p. 787, donne les informations suivantes :
 MONT Marin , en Champagne, diocese de Rheims, parlement de Paris, intendance de Châlons, élection de Rethel. On n'y compte qu'un seul feu, & ce n'est qu'une simple cense en pays de plaines & de coteaux, assez abondant en menus grains.
L'on signale, encore au début du XIXe siècle, « une fontaine qui est près de l'église de Montmarin et dans laquelle les pèlerins lavent leurs plaies. Le linge qui a servi à cette ablution doit être attaché à l'une des branches d'un buisson qui est près de la fontaine. Ce lieu est très fréquenté, surtout le 12 juin, jour de la fête de saint Meen dont le pèlerinage est à Attigny. Les malades qui se rendent plus particulièrement à ce pèlerinage sont ceux que tourmente le mal appelé mal de saint Meen ou feu Saint Antoine ».
La commune de Montmarin est absorbée, en l'an II, par Fleury, pour former la commune de Fleury-et-Montmarin. Celle-ci est démembrée en 1830 et Montmarin est absorbé par Givry. Fleury fusionna avec Ambly pour former Ambly-Fleury.
Lors du percement du canal des Ardennes (vers 1820), « pour satisfaire aux vues du génie militaire, le canal traverse la vallée de l'Aisne au-dessous de Montmarin, de manière qu'un passage de rivière puisse être effectué vers la frontière sous la protection du mamelon sur lequel est le village de Montmarin ».
En octobre 1918, comme de nombreux villages de la vallée de l'Aisne, la butte de Montmarin subit un bombardement d'artillerie, qui détruisit son dernier édifice : l'église. Celle-ci est déclassée en 1923.
Lors de la bataille de Rethel (16 mai−10 juin 1940), la butte de Montmarin subit à nouveau des tirs d'artillerie.
Le 1er septembre 1944, en attaquant une unité de la Wehrmacht, six résistants des FFI y sont tués, quatre durant les combats et deux furent fusillés. Un mémorial commémore leur héroïsme.